# Vicinalnost (kemija)
Vicinálnost (iz latinskega vicinus – sosed), skrajšano vic-, je v kemiji značilnost kateregakoli para funkcionalnih skupin, vezanega na dva sosednja ogljikova atoma (npr. 1,2-razmerje). 
Zgled: molekula 2,3-dibromobutana vsebuje dva vicinalna bromova atoma, medtem ko ju 1,3-dibromobutan ne.
Prav tako v gem-dibromidu predpona gem-, skrajšano od geminalni, pomeni, da sta oba bromova atoma vezana na isti atom (npr. 1,1-razmerje). 
Zgled: 1,1-dibromobutan je geminalen. 
Razmeroma manj pogosto se uporablja izraz hominalni (hom-) kot deskriptor za funkcionalne skupine, ki so v 1,3-razmerju.
Tako kot druge tovrstni koncepti, kot so sin-, anti-, ekso- ali endo-, deskriptor vic- pomaga razložiti, kako so različni deli molekule povezani med seboj bodisi strukturno ali prostorsko. Pridevnik vicinalni se včasih uporablja omejeno na tiste molekule z dvema enakima funkcionalnima skupinama. Izraz se lahko razširi tudi za substituente na aromatskih obročih.